# Jeanne av Bourbon
Jeanne av Bourbon, född 3 februari 1338 i Vincennes, död 6 februari 1378 i Paris, var drottning av Frankrike, gift med kung Karl V av Frankrike. Mellan 1373 och 1378 hade hon ställning som eventuell blivande regent i Frankrike, om kungen skulle avlida medan tronföljaren fortfarande var omyndig. 

## Biografi
Jeanne var dotter till hertig Peter I av Bourbon och Isabelle av Valois. Hennes mor var halvsyster till kung Filip VI av Frankrike, och Jeanne var därmed kusin till Frankrikes tronföljare, den blivande Karl V. Jeanne och Karl föddes båda på Château de Vincennes några dagar ifrån varandra, och döptes båda i kyrkan Montreuil samma dag. 
Jeanne vigdes vid kronprins Karl i Tain-en-Viennois 8 april 1350. Jeannes och Karls relation ska ha varit mer instabil under tiden som kronprinspar, då Karl var otrogen med Biette de Casinel. Hon blev drottning vid makens tronbestigning och kröntes 19 maj 1364. Under deras tid som kungapar ska relationen ha fördjupats, och Karl ska ofta ha bett Jeanne om råd i både politiska och kulturella frågor. Jeanne ska ha haft ett utomäktenskapligt förhållande med poeten och hovmannen Hippolyte Saint-Alphon, som enligt legenden blev förälskad i henne under en jakt. Hennes son Jean, som föddes 1366, ska enligt ryktet ha dött under märkliga omständigheter för att man ville undvika att en bastard skulle kunna ärva den franska tronen.   
Hennes far, farfar och bror var alla mentalt instabila, och Jeanne ansågs vara psykiskt skör. Hon fick ett fullständigt mentalt sammanbrott vid födelsen av sitt sjunde barn år 1372. Under år 1373 var hon så dålig att hon "förlorade minne och själsförmögenheter" Karl V företog många böner och pilgrimsfärder för hennes tillfrisknande, och då hon slutligen blev frisk, utnämndes hon av Karl V till tronföljarens förmyndare i det fall monarken skulle avlida medan deras son fortfarande var omyndig. I detta fall skulle Jeanne bli Frankrikes regent med ett regentråd av femtio medlemmar bestående av kyrkliga företrädare, kronans och parlamentets ministrar och tio av Paris mest framstående borgare: 12 av dessa skulle vara hennes ständiga rådgivare.
År 1378 avled Jeanne efter födseln av sitt sista barn. Enligt Froissart avled hon efter att ha tagit et bad före förlossningen trots läkarnas ordination. Karl V tog hennes död mycket hårt och beskrev henne då som solen i sitt rike. Enligt Christine de Pisan hämtade han sig aldrig efter hennes död.

## Barn
1. Jeanne (1357–1360)
2. Jean (1359–1364)
3. Bonne (1360)
4. Jean (1366)
5. Karl VI av Frankrike, (1368-1422), gift med Isabella av Bayern
6. Marie (1370–1377)
7. Ludvig av Angoulême-Orléans, (1372-1407), gift med Valentina Visconti
8. Isabelle (1373–1378)
9. Catherine (1378–1388)